# Johannes Brinckerinck

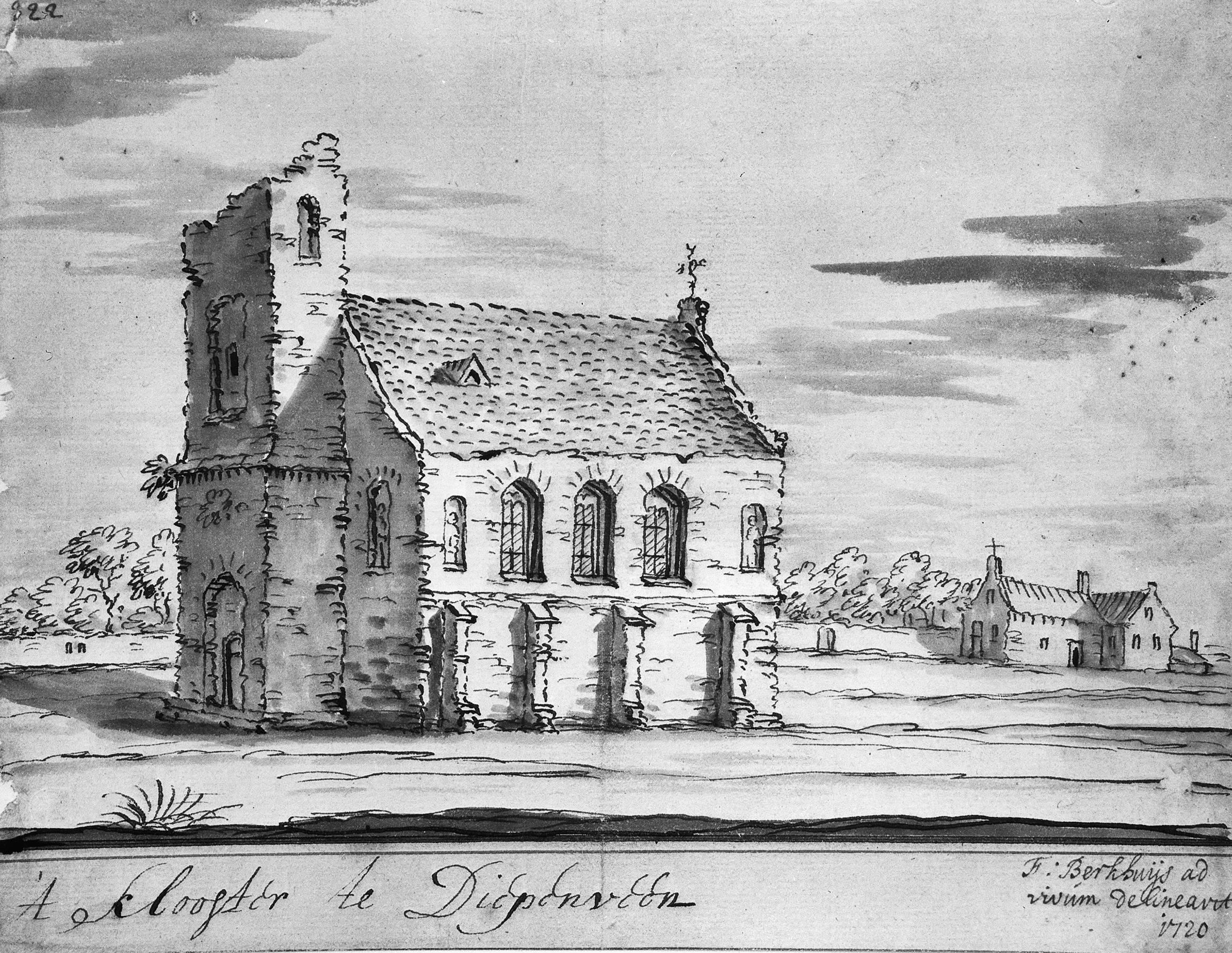
Kerk van het door Brinckerinck te Diepenveen gestichte klooster in het begin van de 18e eeuw. (Pentekening door F. Berkhuys)

Johannes Brinckerinck (Zutphen, 1359 - Deventer, 26 maart 1419) was een van de voorlieden van de beweging der Moderne Devotie. Hij begeleidde Geert Grote op zijn predicatietochten en kreeg na diens dood de leiding over de vrouwenhuizen van de beweging in Deventer. In 1400 stichtte hij het Vrouwenklooster Diepenveen.
Brinckerinck kwam uit een welgestelde, niet bijzonder gelovige Zutphense familie. Na zijn scholing aan de kapitelschool van Deventer overwoog de ernstige en ingetogen jongeling zich in een klooster uit de wereld terug te trekken. Hij had echter moeite een instelling te vinden die aan zijn verwachting van een godsvruchtige samenleving voldeed.

## Geert Grote
In 1380 ontmoette hij in Deventer Geert Grote, een boeteprediker die van zijn kritiek op de vele in weelde en zonde levende geestelijken geen geheim maakte en pleitte voor een aan God gewijd leven van verootmoediging en armoede. Hij wist een groep jongemannen om zich te verzamelen, die een gelofte van kuisheid en armoede aflegde en ging samenwonen in het huis van een van hen, Florens Radewijns. Ze vormden zo de eerste gemeenschap van de Broeders van het Gemene Leven, die zou uitgroeien tot een stroming van religieuze vernieuwing; de Moderne Devotie. Brinkerinck nam een speciale positie in. Hij was degene die Grote begeleidde en verzorgde op zijn predikreizen in den lande.
De op initiatief van Grote gestichte zusterhuizen van de Moderne Devotie in Deventer stonden vanaf 1392 onder leiding van Johannes Brinckerinck, die er de functie van rector had. Hij voerde er het gemeenschappelijk bezit in, met een kas waaruit de hele gemeenschap leefde. Om die reden werd gesproken van 'zusters van het gemene leven', hetgeen later een officiële benaming werd.

## Diepenveen
In 1400 begon Brinkerinck met de oprichting van het vrouwenklooster te Diepenveen. Als voorbeeld diende het broederklooster in Windesheim bij Zwolle. Hij kreeg veel hulp van de zusters van het Meester-Geertshuis, waar hij rector was, en wist fondsen te werven bij welgestelde sympathisanten van de Moderne Devotie. In 1408 werd het klooster ingewijd en konden de eerste twaalf kloosterzusters worden 'ingekleed'. De stenen kerk die, in gewijzigde vorm, nu nog bestaat, kwam in 1411 gereed. Johannes Brinckerinck werd er in 1419 begraven voor het hoogaltaar. Zijn levensdoel was geweest om zoveel mogelijk zielen voor de Heer te winnen. Een belangrijke steunpilaar hierbij was de eerste priorin van Diepenveen, Salome Sticken die tientallen jaren lang de zusters inspireerde om door 'zwijgen, wijken en buigen' ten dienste van hun Hemelse bruidegom Jezus Christus het wereldse bestaan af te zweren. Diepenveen werd al snel een modelklooster voor vrouwen uit een groot deel van Europa, die op de wijze van de Moderne Devotie hun leven in dienst van de religie vorm wilden geven.